# Marlon Yant
Marlon Yant Herrera  (Villa Clara, Cuba, 23 de mayo de 2001) es un jugador profesional de voleibol cubano que juega como atracador/receptor en el VC Zenit Saint Petersburg de la  Superliga de Rusia y en la selección cubana

## Trayectoria

### Villa Clara
Desde muy pequeño fue plantilla del equipo Villa Clara, participando en el Campeonato Nacional de Cuba. En ese momento era considerado el mejor talento de su generación con grandes condiciones físicas y técnicas.

### Chaumont VB
En el 2018, después de varias ofertas de contrato en Italia y otras ligas de Europa, es fichado por el Chaumont VB francés, dirigido por Silvano Prandi. Comenzó la temporada como cuarto auxiliar del equipo, pero debido a que dos de sus compañeros de posición padecieron de lesiones, se hizo con el puesto de titular tanto en liga como en  Copa CEV, segunda máxima competición europea después de la Champions League. Fue factor fundamental para que su escuadra clasificara a PlayOffs, siendo elegido como el cuarto mejor atacador/receptor del torneo doméstico.

### Lube Civitanova
En la temporada 2020-2021, el club italiano Lube Civitanova se hizo de sus prestaciones, donde compartiría equipo con sus compatriotas Osmany Juantorena, Yoandy Leal y Roberlandy Simón. En esa campaña fue campeón de la Serie A1 masculina de Voleibol de Italia.

## Palmarés

### Clubes
- Campeonato de Italia (2) : 2020/21, 2021/22
- Copa de Italia (1) : 2020/2021

### Selección nacional
Copa Panamericana Masculino Sub-21:
- 2017

Campeonato Mundial Masculino Sub-21:
- 2017

Campeonato Mundial Masculino Sub-23:
- 2017

Copa Panamericana:
- 2019, 2022[1]
- 2018

Copa Panamericana Masculino Sub-23:
- 2018

Juegos Panamericanos:
- 2019